# Wolf Schönmehl
Wolf Schönmehl (geb. in Schömberg, Nordschwarzwald) ist ein deutscher Koch. Als Gastronom des Heidelberger Schlosses wurde er international bekannt.

## Beruflicher Werdegang
Seine Ausbildung als Koch und Bäcker absolvierte er in den 1980er Jahren. Er arbeitete zunächst im Montreux-Palace-Hotel (Schweiz). Danach war er vier Jahre als Küchenchef tätig in Alfons Schuhbecks Restaurant Kurhausstüberl in Waging am See; während dieser Zeit bekam Schuhbeck 19 Punkte im Gault Millau und wurde (1989) „Koch des Jahres“. Später kochte Schönmehl in Eckart Witzigmanns Münchner Restaurant Aubergine, und im Deidesheimer Hof mit dem Küchenchef Manfred Schwarz. Nach einem Studium an der Hotelfachschule Heidelberg wurde er Diplom-Gastronom und Küchenmeister.
1992 übernahm Wolf Schönmehl zusammen mit Andrea Spitznagel die Restauration im Heidelberger Schloss. Sie leiteten es bis Ende 2007. In Zusammenarbeit mit dem graphischen Künstler Dieter Portugall, der eine kalligraphierte Graphik der Heidelberger Altstadtkulisse im Sonderformat anfertigte, entwickelte er ein „Rundumetikett“ für seinen Schlosswein. Ferner illustrierte D. Portugall ein Lieblingsgericht der Schönmehlschen Schlossküche: die Ente von Heidelberg.
Von 2010 bis 2014 übernahm Wolf Schönmehl zusammen mit Andrea Spitznagel die Restauration im historischen Schützenhaus Oftersheim, benachbart vom Schloss Schwetzingen.

## Auszeichnungen
1996–2003: gute Bewertungen in Gourmetführern, u. a. wurde Schönmehl´s Schloßweinstube vom Restaurantführer Gault Millau Deutschland mit 14,5 Punkten ausgezeichnet.
2002: World Cook Book Award in der Kategorie „best health and nutrition book in German“ für das Kochbuch „Essig-Sinnlichkeit und Leidenschaft“
2010: Kommunikationspreis „Kompass“ des Bundesverbands Deutscher Stiftungen an die Klaus Tschira Stiftung, als den Sponsor des Kochbuchs Schlau kochen